# Clase Vision
La clase Vision es un tipo de crucero desarrollado por Royal Caribbean International, que incluye seis barcos. Construidos a finales de los 90, estos barcos realmente han sido diseñados como tres pares de barcos gemelos, aunque se engloben todos como una única clase. Cada pareja difiere de las otras en tamaño y ciertas características técnicas y de interiorismo.
Actualmente sólo cuatro de los seis navíos siguen operando para Royal Caribbean, siendo los buques más antiguos de la naviera en servicio. Los otros dos, antiguos Legend of the Seas y Splendour of the Seas, siguen navegando para Marella Cruises.

## Legend of the SeasySplendour of the Seas
Construidos entre 1995 y 1996 por Chantiers l'Atlantique, son los únicos barcos de la clase Vision en ofrecer instalaciones de minigolf.  
El Splendour fue vendido a Thomson Cruises en 2015, estando planeado su debut con la nueva compañía como Thomson Discovery. Sin embargo, tras un rebranding de la naviera y su propietaria, el crucero entró finalmente en servicio al año siguiente como TUI Discovery.
El Legend of the Seas fue vendido a Thomson Cruises en ----, y tras una remodelación y cambio de imagen, se convirtió en el TUI Discovery 2 en mayo de 2017. 
Tras el cambio de nombre de Thomson a Marella pocos meses después, ambos buques se rebautizaron respectivamente como Marella Discovery y Marella Discovery 2, en octubre del mismo año.
| Barco               | Número IMO | Construido | Entrada en servicio con Royal Caribbean | Tonelaje | Puerto de registro (con RCI)               | Notas | Imagen con su configuración original |
| ------------------- | ---------- | ---------- | --------------------------------------- | -------- | ------------------------------------------ | --- | ------------------------------------ |
| Marella Discovery 2 | 9070620    | 1995       | 16 de mayo de 1995                      | 69,130   | Asia                                       | Originalmente Legend of the Seas. Durante su servicio con Royal Caribbean, se consideró el barco más viajero de la flota, habiendo tenido como base Asia, Australia and New Zealand, el Pacífico sur, Alaska, América Central, el Caribe, el Báltico, el Mediterráneo y el Medio Este durante sus 14 años de servicio. |                                      |
| Marella Discovery   | 9070632    | 1996       | 31 de marzo de 1996                     | 69,130   | Santos, São Paulo, Brasil; Venecia, Italia | Originalmente Splendour of the Seas. |                                      |

## Grandeur of the SeasyEnchantment of the Seas
Construidos entre 1996 y 1997 por Kvaerner Masa-Yards, siguen en servicio con Royal Caribbean. 
El Enchantment sufrió una importante reforma en 2005, en la que fue alargado en 22 metros, incorporando un gran número de nuevos camarotes e instalaciones para el pasaje.
En 2019, se anunció que el Grandeur of the Seas se incorporaría a la flota de Pullmantur, con una entrega planeada para abril de 2021, y una primera temporada de servicio ese verano. El buque sería actualizado y renovado, con el consecuente cambio de nombre (posiblemente Grandeur, siguiendo la tradición de nombres en Pullmantur). Finalmente, con el cese de la actividad del cruceros por el COVID-19 causó la desaparición de Pullmantur, por lo que esta transferencia nunca se efectuó.
| Barco                   | IMO     | Construido | Entrada en servicio con Royal Caribbean | Tonelaje | Puerto de registro actual | Notas | Imagen |
| ----------------------- | ------- | ---------- | --------------------------------------- | -------- | ------------------------- | --- | ------ |
| Grandeur of the Seas    | 9102978 | 1996       | 14 de diciembre de 1996                 | 73,817   | Baltimore, Maryland       | Sufrió una colisión en 2005. El 27 de mayo de 2013, a las 2:50 AM, estalló un incendio en la cubierta 3. El fuego se extinguió pero la popa del buque sufrió notables daños, y los pasajeros debieron acudir a sus puestos de reunión. Fue candidato para ser transferido a la flota de Pullmantur en 2021. \|\| |        |
| Enchantment of the Seas | 9111802 | 1997       | 13 de julio de 1997                     | 82,910   | Cabo Cañaveral            | En 2005, se le añadió una sección media de 22 metros, alargándolo y añadiéndole una piscina, puentes de suspensión en los costados, restaurantes especiales, camarotes adicionales y expansión de otras áreas.                                                                                                   |        |

## Rhapsody of the SeasyVision of the Seas
Construidos entre 1997 y 1998 por Chantiers l'Atlantique. Entre 2012 y 2013 fueron notablemente renovados, dentro del programa Royal Advantage.
| Barco                | Construido | Entrada en servicio con Royal Caribbean | Tonelaje | Puerto de registro actual | Notas | Imagen |
| -------------------- | ---------- | --------------------------------------- | -------- | ------------------------- | --- | ------ |
| Rhapsody of the Seas | 1997       | 19 de mayo de 1997                      | 78,491   | Sídney, Australia         | Recibió en 2012 la renovación Royal Advantage, durante la cual se le añadió una pantalla de cine exterior, WI-FI y guardería, entre otras amenidades.                     |        |
| Vision of the Seas   | 1998       | 2 de mayo de 1998                       | 78,340   | Santos, São Paulo, Brasil | Si bien es el último y más nuevo buque de la clase, es el que le da nombre a la misma. En 2013 recibió también la Royal Advantage, con los mismos añadidos que su gemelo. |        |